# Edmund Weigand
Edmund Weigand (* 1. Februar 1887 in Wermerichshausen; † 5. Januar 1950 in München) war ein deutscher Byzantinist und Archäologe.

## Leben
Edmund Weigand studierte an den Universitäten Würzburg und München Klassische Philologie, Klassische Archäologie und Byzantinistik. Zu seinen Lehrern gehörten Karl Krumbacher und Otto Crusius. 1909 und 1910 legte er die Staatsexamen für das höhere Lehramt ab und war bis 1911 als Praktikant am Maximiliansgymnasium in München tätig. Mit einer Arbeit über Die Geburtskirche von Bethlehem. Eine Untersuchung zur christlichen Antike wurde er 1910 promoviert. 1911 bis 1913 erhielt er zweimal das Reisestipendium des Deutschen Archäologischen Instituts und bereiste den Mittelmeerraum. 1913/14 war er Assistent an der Abteilung Athen des Deutschen Archäologischen Instituts, anschließend nahm er als Soldat am Ersten Weltkrieg teil. Danach trat er in den bayerischen Schuldienst ein und war zunächst am Gymnasium in Bamberg tätig, ab 1. Oktober 1919 am Neuen Gymnasium in Würzburg. Er habilitierte sich 1920 an der Universität Würzburg und wurde dort Privatdozent für spätantike Archäologie und Byzantinistik, 1932 wurde er zum außerordentlichen Professor ernannt. 1937 trat er in die NSDAP ein. 1938 wechselte er an das Wittelsbacher-Gymnasium in München und die Universität München. 1941 wurde er ordentlicher Professor für Byzantinistik an der Deutschen Karls-Universität in Prag. Nach Ende des Zweiten Weltkrieges kehrte er nach München zurück, wo er nach erfolgter Entnazifizierung ab 1947 wieder als Studiendirektor am Maximiliansgymnasium tätig war und ab 1948 auch wieder als Honorarprofessor an der Universität lehrte.
Weigands Spezialgebiet war die byzantinische Kunstgeschichte und Archäologie, besonders die Architektur und die Bauornamentik.
Er war korrespondierendes (1922) bzw. ordentliches (1931) Mitglied des Deutschen Archäologischen Instituts, korrespondierendes Mitglied der Akademie der Wissenschaften zu Göttingen (1931) und der Bayerischen Akademie der Wissenschaften (1942).